# Джо (фільм, 2013)
«Джо» (англ. Joe) — американський драматичний фільм режисера і продюсера Девіда Ґордона Ґріна, що вийшов 2013 року. У головних ролях Ніколас Кейдж і Тай Шерідан. Стрічка створена на основі однойменного роману Ларрі Брауна. Вперше фільм продемонстрували 30 серпня 2013 року в Італії на 70-му Венеційському кінофестивалі.
В Україні у кінопрокаті фільм не демонструвався. Переклад та озвучення українською мовою зроблено студією «Цікава ідея» на замовлення Hurtom.com у червні 2014 року у рамках проєкту «Хочеш кіно українською? Замовляй!».

## Сюжет
Джо Ренсом, раніше він часто мав проблеми із законом, проте зараз він живе усамітнено у має невеличкий бізнес — керує групою працівників, що очищують ліс перед вирубкою. Одного дня до нього приходить Ґері, який дуже хоче працювати.

## Творці фільму

### Знімальна група
Кінорежисер — Девід Ґордон Ґрін, сценаристом був Ґарі Гокінс, кінопродюсерами — Девід Ґордон Ґрін, Ліза Мускат, Деррік Цзен і Крістофер Вудро, виконавчі продюсери — Марія Сестон, Моллі Коннерс, Бред Кулідж, Мелісса Кулідж, Джоді Гілл, Сара Джонсон, Тодд Дж. Лабаровскі, Денні МакБрайд і Гойт Девід Морґан. Композитори: Джефф Макллвейн і Девід Вінґ, кінооператор — Тім Орр, кіномонтаж: Колін Петтон. Підбір акторів — Кармен Ліч і Джон Вільямс , художник-постановник — Кріс Л. Спеллман, художник по костюмах — Карен Малецькі і Джилл Ньюелл.

### У ролях
| Актор              | Персонаж                    | Роль                                   |
| ------------------ | --------------------------- | -------------------------------------- |
| Ніколас Кейдж      | Джо Ренсом англ. Joe Ransom | колишній ув'язнений, малий підприємець |
| Тай Шерідан        | Ґері англ. Gary             | 15-річний юнак                         |
| Гізер Кафка        | Лейсі англ. Lacy            |                                        |
| Ронні Джин Блевінс | Віллі англ. Willie          | місцевий бандит                        |
| С'ю Рок            | Мерлі англ. Merle           |                                        |
| Едріан Мішлер      | Конні англ. Connie          | дівчина Джо                            |

## Сприйняття

### Критика
Фільм отримав позитивні відгуки: Rotten Tomatoes дав оцінку 86 % на основі 121 відгуку від критиків (середня оцінка 7,3/10). Загалом на сайті фільми має позитивний рейтинг, фільму зарахований «стиглий помідор» від кінокритиків, Internet Movie Database — 7,0/10 (20 766 голосів), Metacritic — 74/100 (36 відгуків критиків) і 7,4/10 від глядачів (80 голосів). Загалом на цьому ресурсі від критиків і від глядачів фільм отримав позитивні відгуки.

### Касові збори
Під час показу у США, що розпочався 11 квітня 2014 року, протягом першого тижня фільм показали у 48 кінотеатрах і він зібрав 105,881 $, що на той час дозволило йому зайняти 31 місце серед усіх прем'єр. Показ фільму протривав 42 дні (6 тижнів) і завершився 22 травня 2014 року. За цей час фільм зібрав у прокаті у США 373,375  доларів США при бюджеті 4 млн $.

### Нагороди і номінації[10]
| Рік  | Нагорода                               | Категорія                                        | Номінант          | Результат |
| ---- | -------------------------------------- | ------------------------------------------------ | ----------------- | --------- |
| 2013 | 70-й Венеційський кінофестиваль        | Спеціальна нагорода Фонду Крістофера Д. Смізерса | Девід Ґордон Ґрін | Перемога  |
| 2013 | 70-й Венеційський кінофестиваль        | Нагорода Марчелло Мастроянні                     | Тай Шерідан       | Перемога  |
| 2013 | 70-й Венеційський кінофестиваль        | Золотий лев                                      | Девід Ґордон Ґрін | Номінація |
| 2014 | Единбурзький міжнародний кінофестиваль | Приз глядацьких симпатій                         | Девід Ґордон Ґрін | Номінація |
| 2014 | Асоціація кінокритиків Джорджії        | Прорив                                           | Тай Шерідан       | Номінація |
| 2014 | Мюнхенський кінофестиваль              | Найкращий міжнародний фільм                      | Девід Ґордон Ґрін | Номінація |

### Виноски
1. 1 2 3  Joe: Release Info (англ.). Internet Movie Database. Архів оригіналу за 30 червня 2014. Процитовано 13 жовтня 2014.
2. 1 2 3  Joe (англ.). Internet Movie Database. Архів оригіналу за 18 жовтня 2014. Процитовано 13 жовтня 2014.
3. 1 2  Joe (англ.). Box Office Mojo. Архів оригіналу за 6 жовтня 2014. Процитовано 13 жовтня 2014.
4. 1 2  Joe (англ.). The Numbers. Архів оригіналу за 19 жовтня 2014. Процитовано 13 жовтня 2014.
5. ↑  Joe (англ.). Allmovie. Архів оригіналу за 3 серпня 2014. Процитовано 13 жовтня 2014.
6. 1 2  Joe: Full Cast & Crew (англ.). Internet Movie Database. Архів оригіналу за 30 червня 2014. Процитовано 13 жовтня 2014.
7. ↑  Джо. Премьеры (рос.). КиноПоиск. Архів оригіналу за 19 жовтня 2014. Процитовано 13 жовтня 2014.
8. ↑  Joe (англ.). Rotten Tomatoes. Архів оригіналу за 4 січня 2021. Процитовано 13 жовтня 2014.
9. ↑  Joe (англ.). Metacritic. Архів оригіналу за 31 жовтня 2020. Процитовано 13 жовтня 2014.
10. ↑  Joe: Awards (англ.). Internet Movie Database. Архів оригіналу за 1 липня 2014. Процитовано 13 жовтня 2014.